# Harrison Hunt
Pour les articles homonymes, voir Hunt.
Harrison Hunt est le pseudonyme collectif de Willis Todhunter Ballard et de Norbert Davis, écrivains américains, auteurs de roman policier.

## Œuvre

### Roman
- Murder Picks the Jury (1947) Publié en français sous le titre À l'estomac, traduction de Jacques Papy, Paris, Gallimard, coll. « Série noire » no 84, 1951.

## Sources
- Claude Mesplède (dir.), Dictionnaire des littératures policières, vol. 1 : A - I, Nantes, Joseph K, coll. « Temps noir », 2007, 1054 p. (ISBN 978-2-910-68644-4, OCLC 315873251).
- Claude Mesplède, Les années "Série noire" : bibliographie critique d'une collection policière, vol. 1 : 1945-1959, Amiens, Editions Encrage, coll. « Travaux » (no 13), 1992 (ISBN 978-2-906-38934-2).
- Claude Mesplède et Jean-Jacques Schleret, SN, voyage au bout de la Noire : inventaire de 732 auteurs et de leurs œuvres publiés en séries Noire et Blème : suivi d'une filmographie complète, Paris, Futuropolis, 1982, 476 p. (OCLC 11972030).